# Simon Carr
Simon Carr   (Hereford, 29 d'agost de 1998) és un ciclista anglès, professional des del 2020.
Nascut a Hereford, de ben petit es traslladà a viure a Limoux, al departament d'Aude. S'inicià en el judo i el futbol, però destacà en el karting, disciplina en la qual es va convertir en campió de França del Subaru Kid el 2009 i 2010. La manca de suport econòmic l'obligà a deixar aquest esport, per passar a l'atletisme. Una lesió al tendó d'Aquil·les el va dur a conèixer el ciclisme el 2013. L'agost de 2019 fitxà pel Delko Marseille Provence. Els bons resultats el van dur a firmar el seu primer contracte professional el 2020 amb l'equip Nippo Delko One Provence. Destaca la victòria a la Clàssica d'Ordizia. El 2021 fitxà per l'EF Education-EasyPost, equip de categoria World Tour. Pel 2025, firma un contracte de 3 anys per l'equip Cofidis.
El novembre de 2020 va adquirir la nacionalitat francesa.

## Palmarès
- 2019
  - 1r al Gran Premi de Biran
  - 1r a la Volta a la província de València
  - Vencedor d'una etapa a la Volta a Bidasoa
  - Vencedor d'una etapa a la Volta a Navarra
  - Vencedor d'una etapa al Tour du Beaujolais
- 2020
  - 1r a la Clàssica d'Ordizia
- 2023
  - 1r al Tour de Langkawi i vencedor d'una etapa
  - Vencedor d'una etapa al Tour dels Alps
  - Vencedor d'una etapa a la Ruta d'Occitània
- 2024
  - 1r al Trofeu Calvià
  - Vencedor d'una etapa al Tour dels Alps

### Resultats al Giro d'Itàlia
- 2021. 66è de la classificació general
- 2022. No surt (8a etapa)

### Resultats a la Volta a Espanya
- 2021. Abandona (11a etapa)